# ロリ・マクニール
ロリ・マクニール（Lori McNeil, 1963年12月18日 - ）は、アメリカ・カリフォルニア州サンディエゴ出身の元女子プロテニス選手。
1983年から2002年まで20年近く現役を続行し、4大大会の女子シングルスで1987年全米オープンと1994年ウィンブルドンの2度ベスト4に入り、1988年の全仏オープン混合ダブルスで優勝するなど、多彩な経歴を残した選手である。WTAツアーでシングルス10勝、ダブルス32勝を挙げた。自己最高ランキングはシングルス9位、ダブルス4位。身長170cm、体重61kg、右利き。

## 選手経歴
1983年にプロ入りし、直ちにダブルスで頭角を現し始める。1986年に女子ツアー大会のシングルスで初優勝を果たし、この年に年間2勝を挙げた。マクニールは1987年に著しい躍進を遂げ、全豪オープンでベスト8に入り（第2シードのハナ・マンドリコワに 0-6, 0-6 で敗退）、全米オープンでシュテフィ・グラフとの準決勝に進出した。全米オープンの準々決勝では、マクニールは第3シードのクリス・エバートを 3-6, 6-2, 6-4 で破り、こうしてエバートが1974年から1986年まで「13年連続」で続けてきた4大大会連続優勝記録が途絶え、女子テニスにおける1つの時代が終わりを告げた。1987年から1989年まで、マクニールは3年連続で女子ツアーのダブルスに5勝ずつを記録する。
1987年と1988年、マクニールは2年連続で全仏オープンの混合ダブルス決勝に進出した。初進出だった1987年はシャーウッド・スチュワート（アメリカ）とのペアで準優勝になったが、1988年にホルヘ・ロザノ（メキシコ）と組んで優勝した。1992年にマクニールは4年ぶり3度目の全仏オープン混合ダブルス決勝に進み、ブライアン・シェルトン（アメリカ）とペアを組んだが、トッド・ウッドブリッジ＆アランチャ・サンチェス・ビカリオ組に 2-6, 3-6 で敗れ、この部門では2度目の準優勝に終わった。1992年度の女子テニスツアー年間最終戦「バージニア・スリムズ選手権」の1回戦で、マクニールはシュテフィ・グラフを 7-6, 6-4 で破り、マルチナ・ナブラチロワとの準決勝まで進出した。
ロリ・マクニールの名前が強烈な印象を残したのは、1994年ウィンブルドンでのベスト4進出である。マクニールは1回戦で、大会3連覇中だった第1シードのシュテフィ・グラフを 7-5, 7-6 のストレートで破った。ウィンブルドン選手権の女子シングルス競技で、大会前年優勝者が1回戦で敗退したのは史上初の大波乱であった。マクニールはその勢いに乗って自身2度目の4大大会準決勝まで勝ち進んだが、第3シードのコンチタ・マルティネスに 6-3, 2-6, 8-10 の激戦で敗れ、決勝進出を逃した。この大会ではT・J・ミドルトン（アメリカ）とペアを組んだ混合ダブルスでも活躍したが、トッド・ウッドブリッジ＆ヘレナ・スコバ組に 6-3, 5-7, 3-6 の逆転で敗れて準優勝に終わった。これでマクニールは4大大会の混合ダブルス決勝に「4度」進出したことになる。
マクニールは日本のトーナメントでも、1989年の「東レ パン・パシフィック・オープン・テニストーナメント」準優勝と1991年の「サントリー・ジャパン・オープン」優勝があった。1989年の東レ決勝ではマルチナ・ナブラチロワに 7-6, 3-6, 6-7 で惜敗したが、1991年のジャパン・オープンではサビーネ・アペルマンス（ベルギー）を 2-6, 6-2, 6-1で破って優勝した。マクニールの長い競技経歴を通じて、日本人女子選手との対戦はあまり多くないが、1989年全豪オープン1回戦で小泉幸枝（こいずみ・ゆきえ）選手に敗れたことがある。
マクニールは1999年4月に女子ツアーのシングルスから撤退したが、ダブルスでは2002年まで現役を続行した。2001年にはアマンダ・クッツァーと組んで2つのダブルス・タイトルを獲得し、最後の年になった2002年も全豪オープン女子ダブルスでクッツァーとペアを組み、準々決勝まで進出している。マクニールは2002年全米オープンの女子ダブルス1回戦敗退を最後に、38歳で現役を引退した。

## 4大大会成績
- 全仏オープン　混合ダブルス優勝：1988年　（同部門で準優勝2度：1987年・1992年）
- ウィンブルドン　女子シングルス・ベスト4／混合ダブルス準優勝、ともに1994年　［女子シングルス1回戦で、大会前年優勝者のグラフを破る］
- 全米オープン　女子シングルス・ベスト4：1987年　［準々決勝でクリス・エバートの4大大会連続優勝記録が途絶える］